# Connestabile

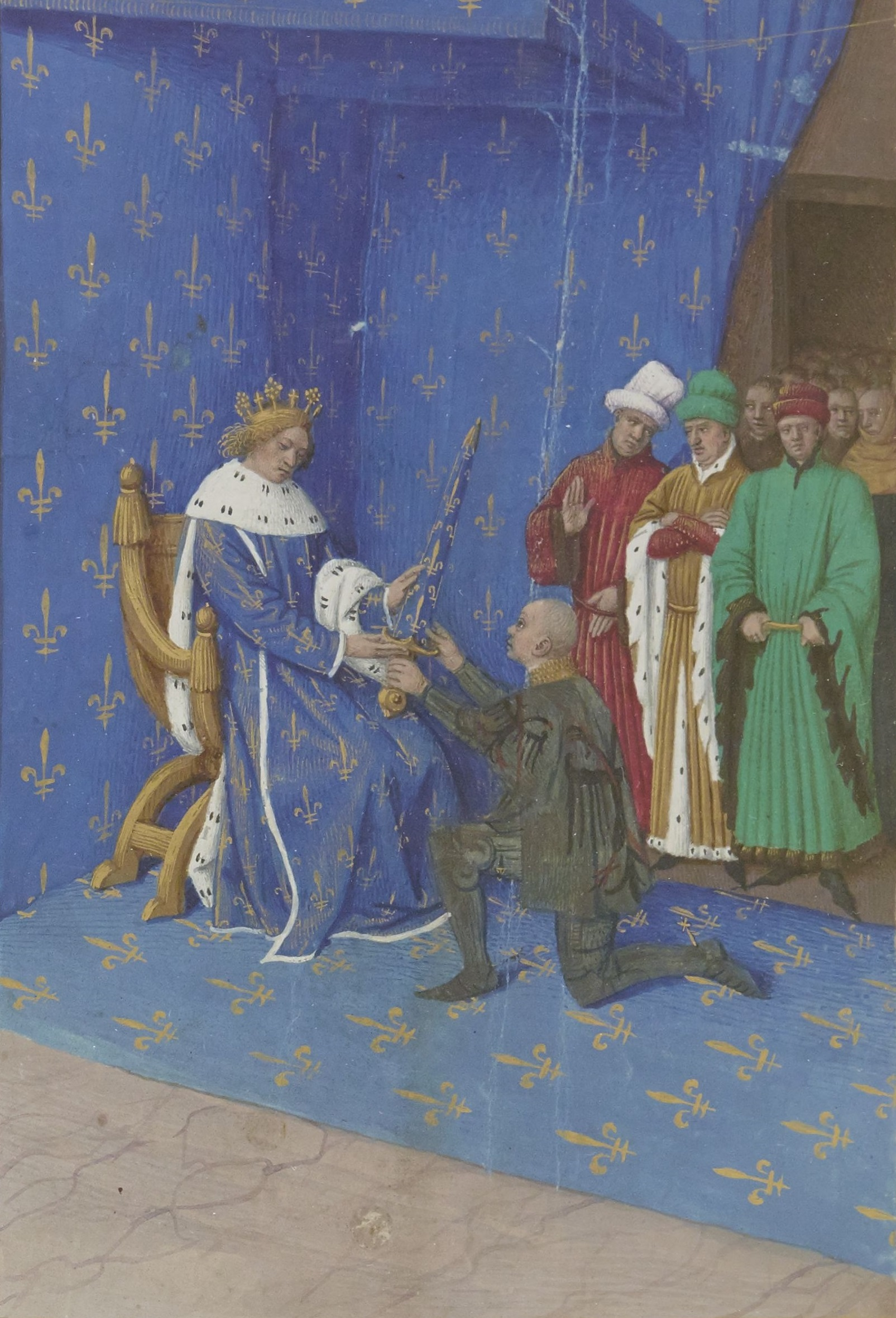
2 ottobre 1369: Consegna della spada di connestabile a Bertrand du Guesclin – Miniatura di Jean Fouquet (XV secolo).
Fonte: Biblioteca nazionale di Francia.

Il connestabile (o conestabile o contestabile, dal latino comes stabuli, propr. «conte di stalla») era in origine, durante il Basso Impero romano e in alcuni regni romano-barbarici, colui che sovraintendeva alle scuderie del sovrano.
In seguito, in molte monarchie europee medievali e dell'età moderna, il titolo di connestabile o gran connestabile fu attribuito a un alto dignitario con funzioni militari, al quale era generalmente affidato il comando in capo della cavalleria o – come in Francia e nel Regno di Napoli e di Sicilia – dell'intero esercito reale (formalmente quale luogotenente del sovrano, cui spettava il comando supremo). In particolare nel Regno di Napoli in età vicereale, spettava almeno fino a tutto il secolo XVII, al Gran Conestabile, carica ereditariamente tenuta dalla famiglia Colonna, anche la eventuale luogotenenza del Regno durante la vacanza del viceré.
Il connestabile poteva anche avere il compito di risolvere le dispute su questioni cavalleresche, presiedendo un apposito tribunale (come la Court of Chivalry in Inghilterra o la Jurisdiction du point d'honneur in Francia) ed esercitando poteri di polizia. Nell'esercizio delle sue funzioni poteva essere assistito da uno o più marescialli.

## La carica nel corso della storia
- Nel caso del Regno di Gerusalemme e degli altri Stati crociati, la figura del conestabile raggiungeva un'elevata importanza non solo nel comando militare, ma anche nell'amministrazione dello Stato e sulla successione dei Re di Gerusalemme.
- Nell'Impero bizantino il gran connestabile (Megas Konostablós) comandava un corpo di cavalleria formato da mercenari "latini" (ossia né bizantini né barbari).
- La carica di connestabile di Francia (connétable de France) fu istituita da Filippo I nel 1060 e abolita da Luigi XIII nel 1627, che gli sostituì, nel rango protocollare, la figura del decano dei marescialli (doyen des maréchaux); nel 1804 Napoleone I creò le cariche onorifiche di "gran connestabile" e di "vice connestabile dell'Impero" attribuendo la prima al fratello Luigi Bonaparte.
- In Inghilterra la carica di gran connestabile (Lord High Constable) fu istituita durante il regno di Stefano d'Inghilterra; l'imperatrice Matilde l'attribuì ereditariamente ai conti di Hereford; nel 1521 tornò alla corona e, da allora, non sono stati più nominati titolari, se non temporanei per la cerimonia dell'incoronazione.
- In altri paesi la carica, divenuta ereditaria e puramente onorifica, si è mantenuta fino a oggi (ad esempio, il connestabile di Navarra in Spagna o il Lord High Constable of Scotland in Scozia).
- Avevano il titolo di connestabile anche i comandanti di corpi militari dei comuni medievali e delle repubbliche marinare: si pensi ai balestrieri genovesi o a quelli fiorentini; di questi ultimi fu connestabile Michele di Lando, capo dei rivoltosi durante il tumulto dei Ciompi.

## Significati odierni
- Nei paesi anglosassoni il titolo di connestabile (constable) è attribuito a funzionari con compiti variabili, generalmente di polizia o connessi con l'amministrazione della giustizia (esecuzione delle sentenze, notificazioni, ecc.).
- In molti paesi anglosassoni (ad esempio, in Gran Bretagna e Canada ma non negli Stati Uniti d'America), e anche altrove (ad esempio, in Finlandia), il connestabile è il grado più basso delle forze di polizia. In Danimarca konstabel e overkonstabel sono i due gradi più bassi in tutte le forze armate. Invece, il titolo di chief constable è attribuito in Gran Bretagna e in altri paesi anglosassoni al funzionario posto al vertice di un corpo di polizia (denominato constabulary).
- Nelle Isole del Canale il constable è un funzionario elettivo a capo di una circoscrizione detta parish (letteralmente 'parrocchia').
- Ha il titolo di connestabile (Constable of Tower) anche il funzionario cui è affidata l'amministrazione della Torre di Londra, ovvero il Conestabile della Torre di Londra.